# Rutjai repülőtér
A Rutjai repülőtér (észtül: Rutja lennuväli) szovjet tartalék katonai repülőtér volt Észtországban. Lääne-Viru megyében, a Haljala községhez tartozó Rutja és Kiva falvak között, a Finn-öböl partjától 1,5 km-re fekszik. A repülőtér hívójele a Zracsok (Зрачок) volt.
A hidegháború idején, az 1980-as évek elején létesítették. A Tapai repülőtéren állomásozó 656. vadászrepülő ezred tartalék repülőtere volt. A repülőtéren állandó jelleggel nem állomásozott repülő alakulat, csak egy tartalék-repülőtéri parancsnoksággal rendelkezett. Állandó jelleggel egy tiszt és húsz sorkatona tartózkodott ott.
Egyszerű felépítésű repülőtér. 2500 m hosszú és 35 m széles betonozott kifutópályával, valamint mellette egy azzal párhuzamosan elhelyezkedő döngölt talajú tartalék kifutópályával rendelkezett. A kifutópálya hossza mentén végigterjedő fő gurulóutat erre merőleges, rövidebb átkötő gurulóutak kapcsolták a kifutóhoz. A gurulóutak szélessége 7–8 m. A fő gurulóút mellett repülőgép-állóhelyeket alakítottak ki. Tekintettel arra, hogy tartalék repülőtér volt, repülőgép-fedezékeket nem építettek ki, csak néhány kisebb hangár volt a területen. A repülőtér a használati jellegének megfelelően csak minimális, kis számú épülettel (garázsok, laktanyaépület, egyéb kiszolgáló létesítménnyel) rendelkezett.
Észtország függetlenségének visszaállítása után a repülőteret bezárták és az észt Védelmi Szövetség, annak Lääne-Viru megyei dandárjának (malev) kezelésébe került. A területet gyakorlótérként használják, egy lőteret is kialakítottak az egykori repülőtéren. A betonozott kifutón esetenként autós és motoros rendezvényeket is tartanak.